# Speia (Anenii Noi)
Speia è un comune della Moldavia situato nel distretto di Anenii Noi di 2.837 abitanti al censimento del 2004